# スワード郡 (ネブラスカ州)
座標: 北緯40度52分 西経97度08分 / 北緯40.87度 西経97.14度
スワード郡（英: Seward County）は、アメリカ合衆国のネブラスカ州にある郡。2000年時点の人口は16,496人で、郡庁所在地はスワード (Seward)。
スワード郡は隣接するランカスター郡とリンカーン大都市圏を構成している。
ネブラスカ州のナンバープレートで、スワード郡の車両は最初の数字が16になっている。これは1922年にナンバープレートの制度を確立した際、スワード郡の車両登録台数が州内の郡のなかで16番目に多かったからである。

## 地理
アメリカ合衆国国勢調査局によると、この郡は総面積1,491 km2 (576 mi2) である。このうち1,489 km2 (575 mi2)が陸地で、3 km2 (1 mi2) が海や湖などの水地域である。総面積のうち0.17%が水地域となっている。

### 隣接する郡
- バトラー郡（北）
- ランカスター郡（東）
- セイリーン郡（南）
- フィルモア郡（南西）
- ヨーク郡（西）
- ポーク郡（北西）

## 人口動静

2000年の時点での郡の人口ピラミッド

2000年の国勢調査によると、スワード郡には16,496人、6,013世帯、及び4,215家族が暮らしている。人口密度は11/km2 (29/mi2) で、4/km2 (11/mi2) の平均的な密度に6,428軒の住居が建っている。この郡の人種の構成は白人98.05%、黒人（アフリカ系アメリカ人）0.28%、先住民0.21%、アジア系0.29%、太平洋諸島系0.05%、その他の人種0.40%、及び混血0.72%で、1.09%の人々がヒスパニックまたはラテン系である。
スワード郡に住む6,013世帯のうち、32.80%は18歳未満の子どもと暮らしており、61.50%は夫婦で生活している。5.60%は未婚の女性が世帯主であり、29.90%は家族以外の住人と同居している。24.90%は独居で、全世帯の12.10%は65歳以上の独居老人世帯である。1世帯あたりの平均人数は2.53人であり、家庭の場合は3.04人である。
郡の住民は24.70%が18歳未満の子どもで、18歳以上24歳以下が14.30%、25歳以上44歳以下が24.60%、45歳以上64歳以下が21.20%、および65歳以上が15.20%となっている。平均年齢は36歳である。女性100人に対して男性は103.20人いて、18歳以上の女性100人に対しては男性は102.50人いる。
郡の世帯ごとの平均収入は42,700米ドルで、家族ごとでは51,813米ドルである。男性の32,218米ドルに対して女性は22,329米ドルの平均的な収入がある。この郡の一人当たりの収入 (per capita income) は18,379米ドルである。総人口の7.00%、家族の4.10%は貧困線以下である。18歳未満の子どもの6.20%及び65歳以上の6.80%は貧困線以下の生活を送っている。

## 都市および村
- ビーヴァー・クロッシング (en:Beaver Crossing, Nebraska)
- ビー
- コルドヴァ (en:Cordova, Nebraska)
- ガーランド (en:Garland, Nebraska)
- ゲナー (en:Goehner, Nebraska)
- ミルフォード (en:Milford, Nebraska)
- プレザント・デール (en:Pleasant Dale, Nebraska)
- ピッツバーグ (en:Pittsburg, Nebraska)
- スワード (en:Seward, Nebraska)
- ステープルハースト (en:Staplehurst, Nebraska)
- ユーティカ (en:Utica, Nebraska)